# 射麻裡
射麻裡，是台灣屏東縣滿州鄉的一個傳統地域名稱，位於該鄉西南部。相較於今日行政區，其範圍大致包括永靖村、滿州村西半部、林村西部、長樂村西南部較小凸出部分的東南側邊界地帶中段。
本地區境內主要聚落為射麻裡、新庄仔、驫古公（達古公、下滿州）、加睹魯（加都魯），設有永港國小。

## 歷史
台灣日治初期，射麻裡地區為一街庄，稱為「射麻裡庄」（舊制街庄），隸屬於永靖里。該庄昔日西北及北與九個厝庄為鄰，東北及東與蚊蟀庄為鄰，東南邊為港口庄，南邊為鵝鑾鼻庄，西邊為鼻仔頭庄、山腳庄、網紗庄。
1901年（日治明治三十四年）11月11日，全台廢縣廳改設二十廳，該庄隸屬於恆春廳。1904年（明治三十七年）5月1日，該庄編入「射麻裡區」，隸屬於恆春廳。1909年（明治四十二年）10月25日，全台合併二十廳為十二廳，射麻裡區改隸屬於阿緱廳。1920年（大正九年）10月1日，全台地方制度大改正，廢十二廳改設五州二廳，該庄改制為「射麻裡」大字，隸屬於高雄州恆春郡滿州庄（新制街庄）。
戰後滿州庄改制為滿州鄉，隸屬於高雄縣，大字亦改制為村。1950年（民國39年）10月1日，高、屏分治，滿州鄉改隸屬於屏東縣。
相較於今日行政區，本地區的範圍大致包括永靖村、滿州村西半部、林村西部、長樂村西南部較小凸出部分的東南側邊界地帶中段。

## 聚落
本地區發展較早的聚落為射麻裡、新庄仔、驫古公（達古公、下滿州）、加睹魯（加都魯）、紗保力（已消失）、老佛（本地區部分已消失）、百沙彌（已消失），在日治期初期的官方地圖上已有記載。

## 交通
縣道200號是恆春至港仔的道路，經過本地區的射麻裡、新庄仔、驫古公等聚落。由該道路西行可前往恆春鎮，並止於網紗地區的省道台26線路口；東行可前往滿州鄉滿州市區、九棚地區，並止於港仔聚落旁的省道台26線港仔至旭海路段起點路口。
縣道200甲線是新庄至港口的道路，其西北側端點（起點）位於本地區中東部偏南、新社仔聚落的縣道200號路口。由此東南行可前往港口地區，並止於省道台26線楓港至港口路段終點路口。
鄉道屏168線是老佛至滿州的道路，經過本地區東部中央偏北凸出部分的東北角。

## 學校
- 永港國小